# Tommy Hilfiger
Tommy Hilfiger — американська транснаціональна корпорація, будинок моди, виробник дорогого одягу, взуття, парфумерії, аксесуарів та меблів з мережею бутиків по всьому світу. Вироби продаються через загальні універмаги та 1400 власні бутики в 90 країнах світу. 
У 2025 році продажі становили 1,8 мільярда доларів. У 2013 році світовий дохід досяг рекордних 3,4 мільярда доларів, що на 7% більше, ніж роком раніше.
Tommy Hilfiger став першою модною компанією, акції якої розмістилися на Нью-Йоркській фондовій біржі, залучивши 47 мільйонів доларів у 1992 році та досягнувши обсягу продажів у 107 мільйонів доларів. У 2014 році було залучено вже 80 мільйонів долларів, а обсяг продажів сягнув 180 мільйонів доларів.

Торгові марки та колекції
- Tommy Hilfiger — головна лінія одягу з класичним американським стилем спрямована на 25-40 річних покупців.
- Hilfiger Denim — одяг більш повсякденний за Tommy Hilfiger марку, орієнтований на 18-30 річних. Крім джинсів, також продаються взуття, сумки, аксесуари, окуляри та парфуми.
- Hilfiger Collection — виготовляється для жінок 25-40 років зі змішаними класичним і сучасним стилями. Колекція представляється на New York Fashion Week.
- Tommy Hilfiger Tailored — виготовляється для чоловіків 25-40 років. Від формальних костюмів до повсякденного одягу.

## Історія

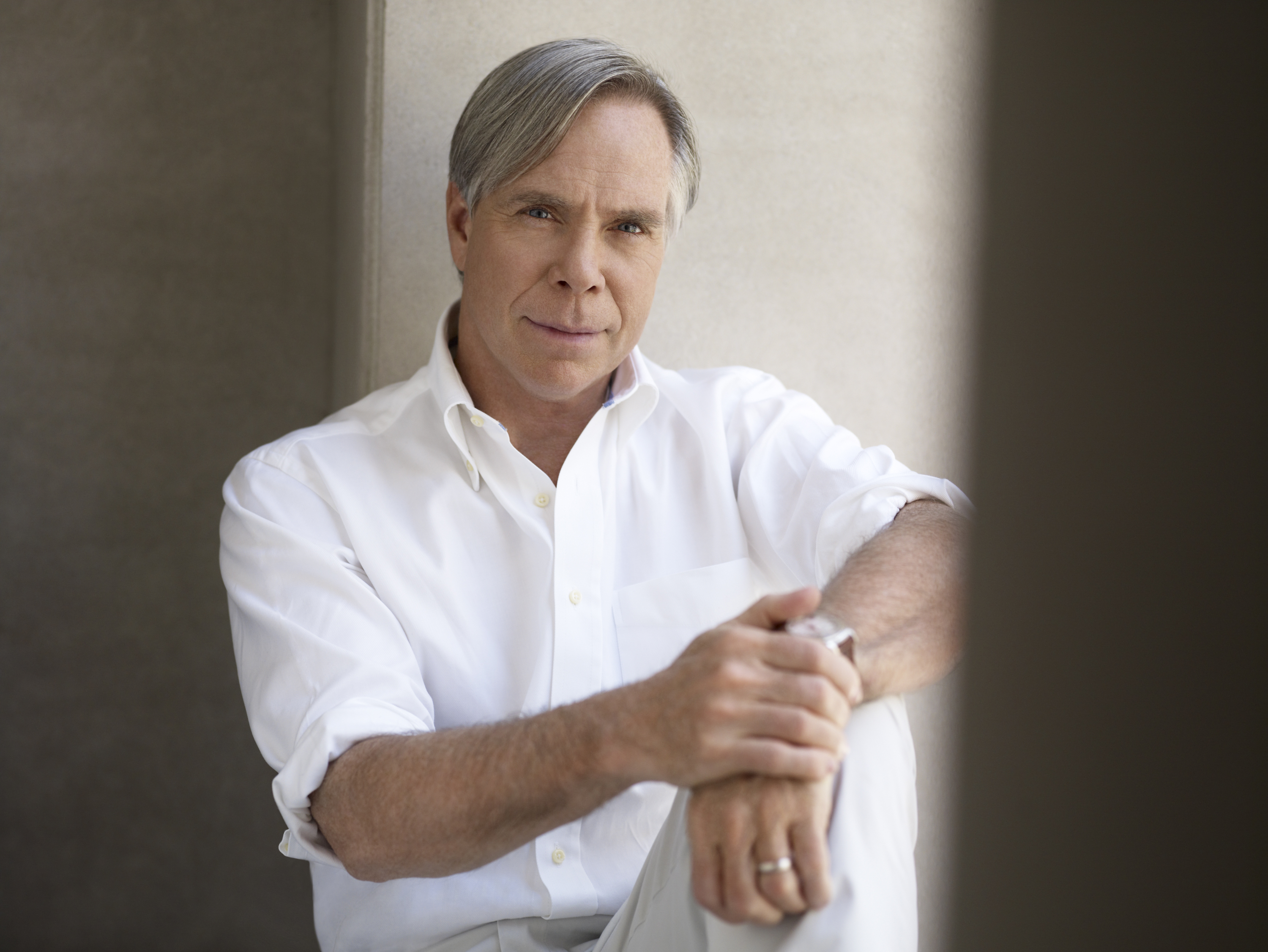
Томмі Хілфігер у 2009 році

Заснована Томмі Хілфігером 1985 року в Нью-Йорку з першою колекцією одягу під його ім'ям.
2005 року компанія відкрила свою філію в Європі.
Томмі Хілфігер продав компанію 2006 року Apax Partners за 1,6 млрд доларів. 2010 року підприємство було перекуплене The Phillips-Van Heusen Corporation за 3 млрд доларів.